# Stephen Hough
Sir Stephen Hough (Heswall, 22 novembre 1961) è un pianista e compositore inglese.

## Biografia

### Studi e attività concertistica
Nato nella piccola cittadina di Heswall nella contea inglese del Cheshire, iniziò lo studio del pianoforte a 5 anni. Ha studiato al Northern College of Music di Manchester e successivamente presso la prestigiosa Juilliard School di New York, sotto la guida di Heather Slade-Lipkin e Gordon Green.
In seguito alla vittoria 1983 al Concorso Pianistico Internazionale di Naumburg, ha iniziato una brillante carriera internazionale. Ha suonato sotto la direzione di artisti celebri tra cui C.Abbado, Ashkenazy, Dutoit, Gergiev, Rattle, Temirkanov, Levine, Salonen, N.Järvi, Vänskä e con grandi orchestre (Chicago, Boston, New York, Londra).
Tiene recital pianistici nelle principali sale del mondo ed è stato ospite di festival ta cui quelli di Salisburgo, Aspen, Edimburgo, i BBC Proms e tanti altri.
Esegue anche musica da camera, collaborando con il cellista Steven Isserlis, il violinista Joshua Bell e con importanti quartetti (Cleveland, Emerson, Juilliard Quartet).

### Repertorio
Pianista dotato di tecnica virtuosistica, ha inciso alcune decine di dischi per l'etichetta inglese Hyperion, ricevendo premi internazionali.

Sono da citare le sue interpretazioni di Rachmaninov e Camille Saint-Saëns (concerti per pianoforte e orchestra), opere di Liszt e Federico Mompou.

Nel suo repertorio, oltre a Brahms, Mendelssohn, Franck, Schumann, Schubert figurano anche pagine poco conosciute di fine Ottocento, come i concerti per pianoforte e orchestra di Xaver Scharwenka e Emil Sauer.
È attivo anche come compositore, insegnante e autore di trascrizioni da concerto e spesso cura personalmente le note a commento delle proprie incisioni.